# Вороненка (Куйбышевский район)
Вороненка — деревня в Куйбышевском районе Калужской области России. Входит в состав сельского поселения «Село Бутчино».

## География
Деревня находится в юго-западной части Калужской области, в зоне хвойно-широколиственных лесов, в пределах Барятинско-Сухиничской равнины, недалеко от юго-восточной окраины села Бутчино, примерно в 15 км к юго-востоку от Бетлицы и в 160 км к юго-западу от Калуги. Абсолютная высота — 196 метров над уровнем моря.

### Климат
Климат характеризуется как умеренно континентальный, с тёплым летом и умеренно холодной снежной зимой. Среднегодовая многолетняя температура воздуха составляет 3,9 °С. Средняя температура воздуха самого тёплого месяца (июля) — 18 — 18,5 °C (абсолютный максимум — 38 °C); самого холодного (января) — −10,5 — −9,5 °C (абсолютный минимум — −46 °C). Безморозный период длится в среднем 141 день. Среднегодовое количество атмосферных осадков составляет 610—620 мм, из которых большая часть выпадает в тёплый период. Снежный покров держится в течение 130—140 дней.

### Часовой пояс
Деревня Вороненка, как и вся Калужская область, находится в часовой зоне МСК (московское время). Смещение применяемого времени относительно UTC составляет +3:00.

## Население
| 2002 | 2010 |
| ---- | ---- |
| 46   | ↘23  |

## История
Деревня возникла в составе Кондрыкинской волости Жиздринского уезда Калужской губернии в 1854 году путём переселения крестьян из села Бутчино той же волости. После 1861 года в составе Бутчинской волости Жиздринского уезда. Население деревни составляло в 1859 — 233, в 1896 — 274, в 1913 — 629 человек.